# Lamia (Mythologie)

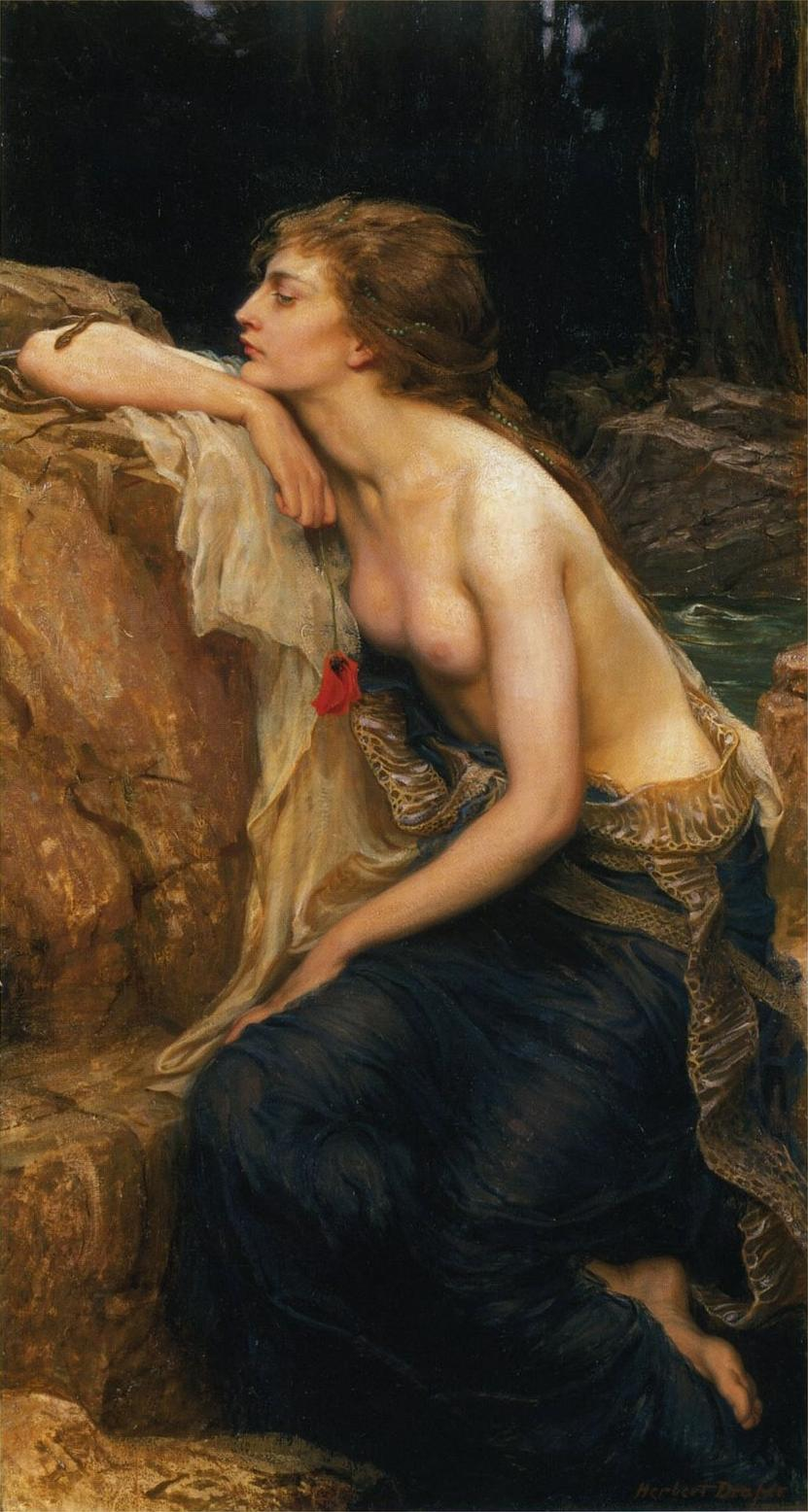
Lamia von Herbert James Draper (1909)

Lamia (altgriechisch Λάμια Lámia) war gemäß griechischer Mythologie die Tochter des Belos, Enkelin des Gottes Poseidon und der Libya.
Später wurde Lamia Königin von Libyen und wegen ihrer Schönheit eine Geliebte des Zeus. Dessen eifersüchtige Gattin Hera strafte sie mit Wahnsinn. In solchem Geisteszustand tötete sie ihre Kinder oder Hera selbst brachte diese um. Darum wurde sie aus Trauer hässlich und raubte aus Neid und Verzweiflung die Kinder anderer Mütter, um sie zu töten. Sie verbarg sich in einsamen Gebirgen Libyens in düsteren Höhlen, wo sie durch den Hass Heras schlaflos saß; Zeus verlieh ihr aber die Fähigkeit, ihre Augen aus den Augenhöhlen zu nehmen, damit sie schlafen konnte. Wenn sie die Höhle verlassen wollte, um Unheil zu stiften, setzte sie die Augen wieder ein. Von Zeus erhielt sie auch die Gabe, sich in jede gewünschte Gestalt verwandeln zu können.
Der griechischen Mythologie zufolge sollen die Lamien nach dieser Lamia benannt worden sein. Lamia wird auch als Mutter der ersten Sibylle genannt. Als ähnliche Dämonen galten Gello, Empusa und Mormo.
Der Asteroid (248) Lameia ist nach ihr benannt.
Die englische Komponistin Dorothy Howell widmete ihr die 1919 uraufgeführte spätromantische sinfonische Dichtung Lamia.
Peter Gabriel, Sänger der Rockband Genesis schrieb 1975 das Stück The Lamia, in dem es sich um Lamia-Wesen handelt. Es ist Teil des Albums The Lamb Lies Down on Broadway.